# Allgemeines Armenhaus Elberfeld
Das Allgemeine Armenhaus, zum Teil auch als das städtische Armenhaus und später als städtisches Versorgungshaus bezeichnet, war ein Armenhaus in Elberfeld an der Neuenteicher Straße (heutiger Straßenname Neuenteich). Es war für rund 300 Pfleglinge, ursprünglich für Männer, Frauen und Kinder ausgelegt.

## Beschreibung
Das dreigeschossige Bauwerk im klassizistischen Baustil hatte zur Schauseite einen angedeuteten dreiachsigen Mittelrisaliten, der von einem flachen Giebeldreieck abgeschlossen wird. Seitlich des Risalits sind die Fassaden fünfachsig ausgeführt. Das Erdgeschoss zeigt Blendarkaden in Werksteinausführung, durch ein stärkeres Gurtgesims sind die beiden Obergeschosse vom Erdgeschoss abgesetzt. Die Rückseite des Gebäudes zeigt auch einen Mittelrisaliten, dieser wird je von einem Gebäudeflügel begleitet, der sich über die drei äußeren Achsen erstreckt. Die Maße werden als 130 Fuß lang und 50 Fuß tief angegeben, wobei die zwei nach hinten zurückweichenden Flügel noch 38½ Fuß Länge und 31½ Fuß Tiefe maßen. Die Etagenhöhe maß 12½ Fuß.

## Geschichte
Die Armenpflege in Elberfeld war 1809 von der Kirchengemeinde auf die Stadt übergegangen, das 1802 käuflich erworbene Armenhaus in der Neuen Friedrichstraße reichte aufgrund der steigenden Bevölkerungszahl nicht aus. So beschoss man Anfang der 1820er den Neubau eines neuen städtischen Hauses. Unter dem Vorsitz von Brüning und den Mitgliedern Ball, I. Aders, Eickelberg und Schönian konstituierte sich die Baukommission. 1823 konnte ein Baugrundstück am Neuenteich erworben werden. Der Entwurf des Gebäudes stammt vom Baumeister Werner aus Düsseldorf, andere Pläne örtlicher Baumeister wurden von der Regierung verworfen. Der Baubeschluss wurde am 13. Juli 1825 gefasst. Die Errichtung erfolgte durch den Baumeister Christian Franzen aus Düsseldorf. Die damaligen Kosten betrugen 16500 Taler. Die Bauleitung übertrug man Wesermann, der im Oktober die Nachfolge des Kommunalbaukondukteurs Bocksfeld antrat. Am 31. Juli erfolgte im Beisein des Kronprinzen Friedrich Wilhelm die Grundsteinlegung. Nach zweijähriger Bauzeit konnte das Gebäude nach der Einweihung am 1. Mai 1827 bezogen werden.
1833 wurde wegen fehlender finanzieller Mittel der Plan aufgegeben, dem Gebäude ein Armenkrankenhaus anzugliedern. Dennoch konnte aber durch die Stiftung des Kronprinzen eine Armenschule, die für 150 Waisen ausgelegt war, eingerichtet werden. Ab 1839 wurden die Kinder anderweitig untergebracht. Durch nicht näher bekannte Architekten wurde der Bau 1877, 1887 und 1898 erweitert.
Die Stelle, an dem das 1943 zerstörte Allgemeine Armenhaus stand, ist heute mit einer Wohnbebauung überbaut.